# Dustin Wolf
Dustin Wolf (Gilroy, California, 16 de abril de 2001) es un jugador profesional estadounidense de hockey sobre hielo que se desempeña en la posición de guardameta en Calgary Flames, equipo de la National Hockey League (NHL).

## Carrera
Fue seleccionado en la séptima ronda en la NHL Entry Draft de 2019. En 2022 hizo su debut profesional con el equipo Calgary Flames, donde lleva jugando dos temporadas.